# Bo van der Werff
Bo van der Werff (Eelde, 24 augustus 1992) is een Nederlandse voormalige langebaanschaatsster die een voorkeur had voor de korte en middellange afstanden.
Bij het NK afstanden voor junioren 2010 werd Van der Werff eerste op de 1000 meter bij de Dames B-junioren. Vervolgens ontwikkelde ze zich zo snel dat ze het seizoen erna startgerechtigd was op het NK afstanden voor senioren. Hier startte ze op drie afstanden. Vanaf het seizoen 2011-2012 had ze een stagecontract bij Team Anker. Dat seizoen veroverde ze de nationale juniorentitel A. Dit contract resulteerde in een plek bij het iSkate Development Team. In 2019/2020 reed ze voor Team IKO.
Nadat ze gestopt was met schaatsen werd ze voedingsdeskundige bij Team Novus.

## Persoonlijke records
| Afstand    | Tijd    | Datum            | Baan       |
| ---------- | ------- | ---------------- | ---------- |
| 500 meter  | 38,21   | 13 november 2015 | Calgary    |
| 1000 meter | 1.17,38 | 2 november 2014  | Heerenveen |
| 1500 meter | 2.04,12 | 8 januari 2011   | Heerenveen |
| 3000 meter | 4.25,53 | 27 februari 2010 | Heerenveen |

## Resultaten
| Jaar | NK Afstanden                 | NK Sprint | WK Junioren |
| ---- | ---------------------------- | --------- | ----------- |
| 2011 | 18e 500m 16e 1000m 19e 1500m | DQ1       |             |
| 2012 | 13e 500m 16e 1000m           | NS4       | 10e         |
| 2013 | 13e 500m 18e 1000m           | 13e       |             |
| 2014 | 10e 500m 17e 1000m           | 12e       |             |
| 2015 | 500m · 13e 1000m             | 8e        |             |
| 2016 | 7e 500m 13e 1000m            | 10e       |             |
| 2017 | 5e 500m 8e 1000m             | 7e        |             |
|      |                              |           |             |
| 2019 | 19e 500m 21e 1000m           | 12e       |             |
| 2020 | 17e 500m                     |           |             |